# Пьетреле
Пьетреле, рум. Pietrele, буквально «камни» — деревня в южной части жудеца Джурджу в области Кымпя-Бурназулуй. Административно относится к коммуне Бэняса.
Располагается в 41 км к югу от Бухареста, 21 км на северо-восток от Джурджу.
Население согласно переписи 2002 г. составляло 1286 жителей.
В Пьетреле обнаружен крупный археологический памятник культур Коджадермен-Гумельница-Караново VI эпохи позднего неолита (V тыс. до н. э.).